# Јеринин Град (моравски)
Грабовац или Јеринин град је тврђава, која се налази 3km западно од Трстеника на брду изнад Западне Мораве. Данас има остатака две куле на узвишици које су дугим бедемом биле повезане са кулом која се уздизала над самом Моравом.

## Локалитет
Локалитет је смештен на подручју места Грабовац, на површини од 1 хектара и надморској висини до 300 метара. Грабовац је још увек недовољно истражен археолошки локалитет.  Остатак је римског утврђења из 6. века. Претпоставља се да га је подигао византијски цар Јустинијан а српски средњевековни владари су га обновили и проширили.
На висини од 300 метара и површини од једног хектара - три пута већој од Козника и два пута од Маглича - утврђење чува око 350 метара зидина, од којих су највеће широке два а високе осам метара. Најстарији чувани план основе Грабовца налази се у зборнику Јована Цвијића "Насеља српских земаља" и у њему се помиње дужина зидина од чак 1000 метара. 
Грабовац је подељен у три целине: дуги зид, доњи град и горњи град.У историјским списима спомињу се још неки делови града, као што су суви ров, степениште и подграђе. Приликом неколико археолошких ископавања спроведених у овој деценији пронађени су вредни комади оружја, потковице, сребрњаци из времена Вука Бранковића, керамички предмети...
До налазишта се стиже пешачком стазом дугом 500 метара поред пута Грабовац — Лозна. 